# Sílvia Beatrice Genz
Sílvia Beatrice Genz (* 19. November 1956 in Linha Nova, nahe Santa Cruz do Sul) ist seit Januar 2019 Kirchenpräsidentin der Evangelischen Kirche Lutherischen Bekenntnisses in Brasilien (IECLB).

## Biografie
Sílvia Genz' Eltern waren Leonildo Genz und Norma geb. Maurer. Nach dem Schulbesuch in Santa Cruz do Sul studierte sie von 1979 bis 1983 am Theologischen Institut EST in São Leopoldo. Sie trat einer Diakonissenschaft bei (Irmandade na Casa Matriz de Diaconisas). Nach ihrer Ordination war sie seit 1983 Gemeindepfarrerin, unter anderem (seit 2012) von Picada 48 Baixa in Lindolfo Collor in der Nähe von Porto Alegre. 2011 wurde sie Zweite Vizepräsidentin, 2014 Vizepräsidentin der IECLB.